# Cantone di Arracourt
Il Cantone di Arracourt era una divisione amministrativa dell'arrondissement di Lunéville.
È stato soppresso a seguito della riforma complessiva dei cantoni del 2014, che è entrata in vigore con le elezioni dipartimentali del 2015.
Comprendeva i comuni di:
- Arracourt
- Athienville
- Bathelémont
- Bezange-la-Grande
- Bures
- Coincourt
- Juvrecourt
- Mouacourt
- Parroy
- Réchicourt-la-Petite
- Xures